# Rosemary Edna Sinclair
Rosemary Edna Sinclair (nacida Fenton; Isla de Lord Howe, Australia, 17 de noviembre de 1936) es una ambientalista y activista por los derechos de los niños de nacionalidad australiana. Está involucrada en el enfoque administrativo relacionado con las acciones de desarrollo. Ganó el título de Miss Australia en 1960. Ha tenido diversos papeles protagónicos en Telecom Australia. En 2002, fue representada en el Grupo de Consulta de Banda ancha del Gobierno Federal, también fue delegada para la Sesión Especial de las Naciones Unidas sobre los niños (Nueva York). En noviembre de 1988, en asociación con Christine Stewart, fundó la Asociación Nacional para la Prevención de la Negligencia y Abuso Infantil, (NAPCAN) por sus siglas en inglés, para abordar adecuadamente problemas relacionados con el abuso infantil. También trabaja como directora general de Telecomunicaciones Australianas (ATUG).

## Primeros años y educación
Rosemary Fenton nació en la Isla Lord Howe el 17 de noviembre de 1936. Su padre, Stanley Fenton, trabajó como operador de radio en el Departamento Civil de Aviación de la isla. Estudió en el colegio presbiteriano para mujeres, un internado, en Sídney hasta que se matriculó. También realizó un curso en enfermería. Tras el falleciemineto de su madre en 1952, regresó a la isla Lord Howe para cuidar de su padre y dos hermanos menores; su hermano Stan y hermana Robyn. Mientras se encontraba estudiando fuera de la isla, solía visitar a su familia dos veces al año. Sus pinturas adornaban las paredes de la casa de su padre.
Sinclair quiso competir en el concurso de belleza Miss Australia. Mientras cuidaba la casa de su familia en la isla, confeccionaba su propia ropa basándose en catálogos que conseguía en Sídney. Usaba a su hermana de 12 años, Robyn, como modelo. Ganó el título de Miss Australia en noviembre de 1960 y fue muy modesta por haber ganado la corona. Poco después se fue en el tour, que se ganó en el concurso, a Hong Kong, Tokio, Honolulu, San Francisco y muchos otros lugares. Poco después trabajó como modelo.
Tiene licenciatura en Arte, Derecho y Negocios; además tiene una maestría en Comercio.

## Carrera
Sinclair adoptó las causas ambientales de su lugar de origen, la isla Lord Howe, en 1982, cuando fue considerado como Patrimonio de la Humanidad por la UNESCO. A pesar de que los habitantes de la isla se encontraban complacidos por el estatus patrimonial que se le había otorgado a la isla; Sinclair estaba molesta con muchas de las acciones de planificación y gestión iniciadas por el gobierno de Australia para conservar el nuevo patrimonio, pues afectaban los derechos básicos de los habitantes. Se opuso a la tala de los pinos plantados durante el siglo XIX; consideraba que esos árboles (aunque no eran indígenas) eran parte del patrimonio de la isla. Cuando iban a talar los árboles, amenazaba con acostarse entre de los árboles para detener la tala. Su argumento era que esos árboles sumaban a la belleza estética de la isla. También se opuso al abandono del mantenimiento de los terraplenes que fueron construidos para extender el aeropuerto de la isla, pues los terraplenes se estaba erosionando. Objetó que la basura que estaba siendo vertida en la laguna de la isla, por la erosión de los terraplenes, era causante de riesgos para la salud. El plan de gestión propuesto por el gobierno para preservar el patrimonio de la isla contemplaba la restricción de alojamiento para turistas a 400 y limitación de carros en la isla a 100, a lo cual se opuso por la razón de que limitaba las oportunidades de los habitantes que llevaban viviendo en la isla muchos años. Otra de sus protestas fue por la creación de una reserva acuática en la isla. Consideraba esta acción perjudicaba los derechos de pesca de la población local que había pescado en la zona durante varios años. Todas sus objeciones ayudaron a que el Ministerio de Planificación y el Medio Ambiente acordara abordar los problemas que Rosemary había planteado. En 1967 trabajó en el Departamento del primer ministro, se ocupó de las relaciones públicas y facilitó la Exposición de Montreal.
En 1980, Sinclair se convirtió en directora general del Grupo de Usuarios de Telecomunciaciones Australianas (ATUG), una Organización no gubernamental dedicada a proteger los derechos de los usuarios de productos en Australia en el campo de las telecomunicaciones.

## Afiliaciones
Algunos de los principales puestos ejecutivos que Sinclair ha tenido son en Telecom Australia como "Gerente General Nacional - Cuentas de la Industria de las Comunicaciones; Directora de Desarrollo Estratégico en ABC; y como Directora, Educación, Nuevos Medios y Exportación en Scholastic Australia". En 2002, fue representada en el "Grupo Asesor de Banda ancha" del Bobierno Federal. También es miembro del Foro Australiano de la Industria de las Comunicaciones (ACIF), del Comité Asesor de Teletrabajo de Australia (ATAC), de la Fuerza de Trabajo, de la Alianza Nacional de la Industria de las TIC y del Grupo de Trabajo del Programa de Banda Ancha para la Salud.
Sinclair está representada en el "Comité Ejecutivo del Grupo de Trabajo Internacional de Telecomunciaciones (INTUG)". También es Vicepresidente de INTUG en la región Ásia-Pacífico.
En 1976, Sinclair tomó las causas de abuso infantil y desde entonces ha perseguido el asunto con dedicación, a pesar de que ha sido criticada por no plantear los temas relacionados con las mujeres en general fuera de los límites del hogar. En cuanto al abuso infantil tiene un refrán que dice: "Pero no hay fronteras políticas para el abuso infantil. No conoce fronteras socio-económicas tampoco. Hay una creciente conciencia comunitaria de su costo para los niños y para la sociedad en general y que se pueda hacer algo al respecto".

## Vida personal
Se casó con Ian Sinclair el Día de San Valentín en 1970; después su marido se convirtió en el vicepresidente de la Oposición Federal y en líder del Partido Nacional de Australia. Ella era la segunda esposa de Ian y "heredó" a los tres hijos de su primera esposa, los cuales tenían de 8 a 12 años de edad.   En 1972, ella y su marido tuvieron un hijo, Andrew.
Ha sido autora de varios libros de cocina.